# Liste des députés de la cinquième législature du Landtag de Rhénanie-Palatinat
Cette liste présente les 100 membres de la 5e législature du Landtag de Rhénanie-Palatinat au moment de leur élection le 31 mars 1963 lors des élections régionales de 1963 en Rhénanie-Palatinat. Elle présente les élus du land et précise si l'élu a été élu dans le cadre d'une des 7 circonscriptions.

## Répartition des sièges

Répartition des sièges du Landtag de Rhénanie-Palatinat en 1963

| Parti | Parti                                        | Voix      | Voix  | Sièges  | Sièges        | Sièges | Sièges | Sièges |
| Parti | Parti                                        | Votes     | %     | Députés | +/-           |        |        |        |
| ----- | -------------------------------------------- | --------- | ----- | ------- | ------------- | ------ | ------ | ------ |
|       | Union chrétienne-démocrate d'Allemagne (CDU) | 777 838   | 44,38 | 46      | 6             |        |        |        |
|       | Parti social-démocrate d'Allemagne (SPD)     | 713 469   | 40,71 | 43      | 6             |        |        |        |
|       | Parti libéral-démocrate (FDP)                | 177 377   | 10,12 | 11      | 1             |        |        |        |
|       |                                              |           |       |         |               |        |        |        |
| Total | Total                                        | 1 752 486 | 100   | 100     | en stagnation |        |        |        |

## Élus
| Circonscription           | Nom                        |  | Parti |
| ------------------------- | -------------------------- |  | ----- |
| Septième circonscription  | Helmut Adamzyk             |  | CDU   |
| Première circonscription  | Peter Altmeier             |  | CDU   |
| Troisième circonscription | Wilhelm Backes             |  | SPD   |
| Septième circonscription  | Karl Bäcker                |  | SPD   |
| Septième circonscription  | Baltfried Barthel          |  | SPD   |
| Cinquième circonscription | Johann Beckenbach          |  | SPD   |
| Troisième circonscription | Hermann Belzner            |  | SPD   |
| Troisième circonscription | Adolf Billen               |  | CDU   |
| Première circonscription  | Rudolf Bock                |  | SPD   |
| Sixième circonscription   | Oskar Böhm                 |  | SPD   |
| Deuxième circonscription  | Paul Brenner               |  | CDU   |
| Sixième circonscription   | Heinrich von Bünau         |  | FDP   |
| Quatrième circonscription | Julius Decker              |  | CDU   |
| Première circonscription  | Michael Dedenbach          |  | SPD   |
| Septième circonscription  | Jakob Demmerle             |  | CDU   |
| Sixième circonscription   | Albert Detzel              |  | CDU   |
| Quatrième circonscription | Willi Diel                 |  | SPD   |
| Septième circonscription  | Paul Durm                  |  | CDU   |
| Deuxième circonscription  | Willi Erkel                |  | SPD   |
| Cinquième circonscription | Hans Fröder                |  | CDU   |
| Cinquième circonscription | Jockel Fuchs               |  | SPD   |
| Deuxième circonscription  | Fritz Füllenbach           |  | SPD   |
| Première circonscription  | Johann Wilhelm Gaddum      |  | CDU   |
| Septième circonscription  | Willibald Gänger           |  | SPD   |
| Cinquième circonscription | Horst Geisel               |  | CDU   |
| Sixième circonscription   | Emil Geörger               |  | CDU   |
| Septième circonscription  | Fritz Glahn                |  | FDP   |
| Deuxième circonscription  | Walter Gorges              |  | SPD   |
| Sixième circonscription   | Karl Grauer                |  | CDU   |
| Première circonscription  | Karl Grotmann              |  | CDU   |
| Première circonscription  | Emil Haas                  |  | SPD   |
| Troisième circonscription | Karl Haehser               |  | SPD   |
| Quatrième circonscription | Julius Haxel               |  | SPD   |
| Sixième circonscription   | Berthold Heitz             |  | FDP   |
| Sixième circonscription   | Franz Heller               |  | CDU   |
| Première circonscription  | Susanne Hermans-Hillesheim |  | CDU   |
| Première circonscription  | Ernst Heydorn              |  | FDP   |
| Quatrième circonscription | Willibald Hilf             |  | CDU   |
| Première circonscription  | Willi Hörter               |  | CDU   |
| Sixième circonscription   | Otto Hoos                  |  | SPD   |
| Troisième circonscription | Johann Jacobs              |  | SPD   |
| Sixième circonscription   | Helmut Kohl                |  | CDU   |
| Première circonscription  | Josef Kohns                |  | CDU   |
| Cinquième circonscription | Lucie Kölsch               |  | SPD   |
| Troisième circonscription | Hans König                 |  | SPD   |
| Première circonscription  | Otto Konrad                |  | FDP   |
| Première circonscription  | Heinz Korbach              |  | CDU   |
| Deuxième circonscription  | Clemens Kost               |  | CDU   |
| Deuxième circonscription  | Karl Kuhn                  |  | SPD   |
| Sixième circonscription   | Ernst Lorenz               |  | SPD   |
| Troisième circonscription | Josef Ludes                |  | SPD   |
| Sixième circonscription   | Werner Ludwig              |  | SPD   |
| Première circonscription  | Willibald Martenstein      |  | FDP   |
| Première circonscription  | Wilhelm Massing            |  | CDU   |
| Cinquième circonscription | Hermann Matthes            |  | CDU   |
| Première circonscription  | Josef Mendling             |  | SPD   |
| Sixième circonscription   | Adolf Merz                 |  | SPD   |
| Quatrième circonscription | Otto Meyer                 |  | CDU   |
| Sixième circonscription   | Herbert Müller             |  | SPD   |
| Troisième circonscription | Hermann Müller             |  | CDU   |
| Septième circonscription  | Oskar Munzinger            |  | SPD   |
| Deuxième circonscription  | Hanns Neubauer             |  | CDU   |
| Sixième circonscription   | Eduard Orth                |  | CDU   |
| Quatrième circonscription | Ludwig Pfeil               |  | CDU   |
| Troisième circonscription | Max Günther Piedmont       |  | FDP   |
| Deuxième circonscription  | Clemens Platten            |  | CDU   |
| Septième circonscription  | Kurt Rocker                |  | CDU   |
| Cinquième circonscription | Johannes Baptist Rösler    |  | CDU   |
| Septième circonscription  | Adolf Wilhelm Rothley      |  | SPD   |
| Septième circonscription  | Ludwig Rupertus            |  | CDU   |
| Troisième circonscription | Julius Saxler              |  | CDU   |
| Cinquième circonscription | Jakob Schadt               |  | SPD   |
| Septième circonscription  | Hedwig Schardt             |  | SPD   |
| Quatrième circonscription | Otto Schmidt               |  | SPD   |
| Sixième circonscription   | Eduard Schmurr             |  | FDP   |
| Septième circonscription  | Fritz Schneider            |  | FDP   |
| Deuxième circonscription  | Heinrich Schneider         |  | SPD   |
| Sixième circonscription   | Ludwig Schuster            |  | CDU   |
| Première circonscription  | Heinz Schwarz              |  | CDU   |
| Septième circonscription  | Hermann Seibel             |  | CDU   |
| Sixième circonscription   | Paulus Skopp               |  | SPD   |
| Première circonscription  | Gerhard Steen              |  | SPD   |
| Deuxième circonscription  | Johann Steffen             |  | CDU   |
| Septième circonscription  | Edwin Steinhauer           |  | CDU   |
| Cinquième circonscription | Günter Storch              |  | FDP   |
| Sixième circonscription   | Oskar Stübinger            |  | CDU   |
| Troisième circonscription | Otto Theisen               |  | CDU   |
| Cinquième circonscription | Karl Thorwirth             |  | SPD   |
| Première circonscription  | Hans Trees                 |  | SPD   |
| Troisième circonscription | Franz-Josef Veltin         |  | CDU   |
| Septième circonscription  | Fritz Volkemer             |  | SPD   |
| Première circonscription  | Gerhard Völker             |  | FDP   |
| Cinquième circonscription | Heinrich Völker            |  | SPD   |
| Troisième circonscription | Otto van Volxem            |  | CDU   |
| Septième circonscription  | Theo Vondano               |  | CDU   |
| Première circonscription  | August Wacker              |  | CDU   |
| Deuxième circonscription  | Valentin Wallauer          |  | FDP   |
| Septième circonscription  | Otto Walzel                |  | SPD   |
| Troisième circonscription | Nikolaus Weis              |  | CDU   |
| Cinquième circonscription | Wilhelm Westenberger       |  | CDU   |
| Cinquième circonscription | Ernst Jakob Wetzel         |  | CDU   |
| Sixième circonscription   | Gertrud Wetzel             |  | SPD   |
| Première circonscription  | Paul Wingendorf            |  | CDU   |
| Troisième circonscription | Johann Wirtz               |  | CDU   |
| Quatrième circonscription | Emil Witte                 |  | SPD   |
| Sixième circonscription   | Paul Wolf                  |  | SPD   |
| Première circonscription  | Günter Wolfram             |  | SPD   |
| Troisième circonscription | August Wolters             |  | CDU   |